# Saint-Paulet-de-Caisson
Saint-Paulet-de-Caisson è un comune francese di 1 831 abitanti situato nel dipartimento del Gard, nella regione dell'Occitania.

## Società

### Evoluzione demografica
Abitanti censiti